# SK Skarolek
SK Skarolek (celým názvem: Sportovní klub Skarolek) byl český firemní fotbalový klub, který sídlil ve městě Brně v Protektorátu Čechy a Morava.
Klub založil v roce 1943 podnikatel Leopold Skarolek (19. května 1886 Staré Brno – 10. dubna 1947 Brno, do roku 1938 se jmenoval Škarolík). Oddíl zahájil ve III. třídě BZMŽF (Bradova západomoravská župa footballová) a probojoval se do II. třídy BZMŽF (tehdejší 5. nejvyšší soutěž). V závěru druhé světové války bylo hřiště SK Skarolek u Brněnského výstaviště zpustošeno, majetek zničen a klub poté činnost již neobnovil.

## Umístění v jednotlivých sezonách
Stručný přehled
Zdroj: 
- 1943–1944: III. třída BZMŽF
- 1944–1945: II. třída BZMŽF (nehráno)

Jednotlivé ročníky
Zdroj: 
Legenda: Z – zápasy, V – výhry, R – remízy, P – porážky, VG – vstřelené góly, OG – obdržené góly, +/− – rozdíl skóre, B – body, červené podbarvení – sestup, zelené podbarvení – postup, fialové podbarvení – reorganizace, změna skupiny či soutěže
| Protektorát Čechy a Morava (1943–1945) |                                                             |                                                             |                                                             |                                                             |                                                             |                                                             |                                                             |                                                             |                                                             |                                                             |                                                             |
| Sezóny                                 | Liga                                                        | Úroveň                                                      | Z                                                           | V                                                           | R                                                           | P                                                           | VG                                                          | OG                                                          | +/−                                                         | B                                                           | Pozice                                                      |
| 1943/44                                | III. třída BZMŽF                                            | 6                                                           |                                                             | …                                                           | …                                                           | …                                                           | …                                                           | …                                                           | …                                                           |                                                             |                                                             |
| 1944/45                                | Končila druhá světová válka, pravidelné soutěže se nehrály. | Končila druhá světová válka, pravidelné soutěže se nehrály. | Končila druhá světová válka, pravidelné soutěže se nehrály. | Končila druhá světová válka, pravidelné soutěže se nehrály. | Končila druhá světová válka, pravidelné soutěže se nehrály. | Končila druhá světová válka, pravidelné soutěže se nehrály. | Končila druhá světová válka, pravidelné soutěže se nehrály. | Končila druhá světová válka, pravidelné soutěže se nehrály. | Končila druhá světová válka, pravidelné soutěže se nehrály. | Končila druhá světová válka, pravidelné soutěže se nehrály. | Končila druhá světová válka, pravidelné soutěže se nehrály. |